# Mix Masters
Mix Masters (coreano: o 카드왕 스마스터, Kadeu Wang Mikseu Maseuteo) é uma série de televisão animada coreana, também conhecida pelo nome Mix Masters o Rei dos Cartões. Ele é uma coprodução da Nippon Animation do Japão com a Sunwoo Entertainment e a KBS da Coreia. A animação foi feita pelo Sunwoo. A história gira em torno do jogo de Mix Master. Ele é um anime de jogo de cartão semelhante a Duel Masters e Yu-Gi-Oh.
Em Portugal, o anime já foi exibido através do Canal Panda, mas no Brasil ele nunca foi exibido da mesma forma que Duel Masters.

## História
A série se passa na cidade de Gamebridge onde, pela abertura acidental de um portal do mundo de jogo de vídeo de Mestre de Mistura imaginário de Atreia, a pequena cidade pacífica é invadida pelo engraçado e criações valentes às vezes perigosas, conhecidas como "hench", bem como o mau Príncipe do mundo valente Brad. O protagonista, Sotavento Ditt de 11 anos, é dado um misturador de cartão pelo indivíduo extravagante doctor Joeb, e agora deve "misturar" aqueles hench (como aprendido do jogo vídeo imaginário) para realizar a paz e a segurança em todas as partes da série, enquanto ele se torna o seu destino para ficar um Mix Masters".

## Personagens

### Ditt Lee
O Ditt é o personagem principal, um rapaz de 11 anos preguiçoso que não gosta de nada mais do que dormir e comer (a sua comida favorita são rosquinhas de massa frita). Contudo, ele é uma pessoa gentil e corajosa com um coração nobre e honesto, e um bom amigo. Quando Gamebridge e Atreia são mistos em conjunto pela primeira vez, o dispositivo de mergulhador de doctor Joeb descobre que ele é a maior parte de pessoa que se ajusta para manejar o misturador de cartão parecido a uma arma, que o faz o primeiro Misturador da vida real. Ele constantemente briga com Pachi, quem vive na mesma casa com ele, mas eles são amigos muito fechados. Como o tempo vai por, Ditt deriva-se de um menino preguiçoso a um herói verdadeiro, e no fim, é revelado que ele é o Mix Master, como vário suspeito de carateres do começo.

### Pachi
O Pachi é um hench de Atreia. Ele tem ousadia, sarcástica e não confia facilmente, e fará chistes na despesa de Ditt sempre que possível. Contudo, ele gosta de Ditt muito e vem para pensar nele como o seu amigo melhor. O Pachi é de fato o Mestre lendário Hench, mas rejeita este dever e não mostra a sua força verdadeira porque seu irmão mais velho, o antigo Mestre Hench, morreu na confrontação final contra a Aparição do Mundo Perdido.

### Penril
O Penril é o compaheiro de classe de Ditt e o amigo, e a única menina na equipa do Ditt. Ela é gentil e tem uma vontade forte, mas é curta-fundida e bastante hipersensível. Ela é fisicamente forte, como ela se prepara em taekwondo em dojo do seu pai. Ela é o segundo para receber um misturador de cartão em forma de coração, que trabalha como uma engenhoca de arco e flecha.

### Cheek
A face é o compaheiro de classe de Ditt e o amigo, e um perito no jogo de Mestre de Mistura. A face é muito inteligente, útil e modesta, e ele é o melhor consultor da equipe em estratégias para combinar henches. Antes de que o dispositivo de mergulhador de doctor Joeb escolha Ditt para ser o Mix Master, ele quer que a Face maneje o misturador de cartão devido à sua perícia. Ele consequentemente adquire-se um misturador de cartão do seu próprio, formado como um taser.

### Jin
O Jin é o outro de companheiros de classe de Ditt, mas ele não ajuda o resto dos Mix Master até depois. Solitário e sério, Jin inicialmente desconfia o henches, mas depois vem para confiar eles e a equipe do Ditt, recebendo o seu próprio misturador de cartão em forma de arma. Ele constantemente afirma a sua descrença em Ditt ser o Mix Master verdadeiro. Ele é o filho do prefeito super-zeloso de Cidade Gamebridge, e sempre é bastante embaraçado por ações do seu pai.

### Phoy
O Phoy é um elfo jovem de Atreia, que foi enviado por sua mãe para encontrar o Mestre de Mistura verdadeiro. Ela sempre quer ajudar outros e é muito doce. Ela é muito informada quando ele vem para encontrar o Mix Master, e acredita que ela encontrou o Mix Master verdadeiro em Ditt, ficando o seu sustentador mais leal.

### Dr. Joeb
Nos seus 63 anos da vida, doctor Joeb excêntrico subiu com muitas invenções grotescas. Ele é parcialmente responsável pela mistura de Gamebridge e Atreia, abrindo um portal em Gamebridge o mesmo Príncipe de tempo Brad abriu um portal em Atreia. Apesar de todas as suas excentricidades, ele é muito útil a Ditt e os seus amigos, provendo-os de engrenagem que se mistura e aparelhos.

## Vilões

### Príncep Brad
Príncipe Brad é um elfo escuro vão, egocêntrico que abriu o portal a Gamebridge de Atreia à procura do Mestre Hench. Ele acredita que ele é o Mix Master verdadeiro, e quer ser o soberano de tudo. Ele não pensa altamente em seres humanos, especialmente Ditt e os seus amigos. Ele é o chefe de três elfos escuros gagos que ele muitas vezes distribui para causar estragos em Gamebridge.

### Mino
O Mino é um dos adeptos sem escrúpulos de Príncipe Brad, um elfo escuro grande, forte com um anel de nariz. Ele avalia o poder e a força, e não pensa a maior parte daqueles mais pequenos do que ele. Profundamente abaixo, contudo, ele aprecia as coisas mais suaves, mais delicadas na vida. Ele não é terrivelmente brilhante, e muitas vezes entende mal coisas. O seu misturador de cartão é um grande martelo de guerra. Ele é o inimigo de penril

### Jamine
O Jamine é um dos adeptos sem escrúpulos de Príncipe Brad, e a única fêmea. Ela é obcecada com a beleza, pensando que ela é o mais justo de todos eles. Ela tem um enorme esmagamento no Príncipe Brad, e muitas vezes faz tentativas fúteis de tentar adquirir-se a atenção do elfo escuro auto-envolvido. O seu misturador de cartão é uns cosméticos compactos.

### Chino
O Chino é um dos adeptos sem escrúpulos de Príncipe Brad, um punkster pequeno e muito magro quem é raramente visto sem o seu violão elétrico. Ele é barulhento, enérgico e arrogante, e realmente acredita que ele é o melhor dos três adeptos sem escrúpulos. Ele ama a música e escreve canções sempre que ele possivelmente possa, e não realizar que ele é terrível nele. O seu misturador de cartão é o seu violão.

### Giara
O Giara é uma bruxa branca autoproclamada que oferece a sua ajuda ao Príncipe Brad. Ela parece muito leal ao Príncipe Brad e atua em uma maneira bastante sicofântica quando ele está em volta, e é de fato muito crueler do que ele. No fim, ela trai o Príncipe Brad e revela a sua natureza verdadeira; ela é, na essência, a Aparição do Mundo Perdido que foi selado longe a há mais velhos anos de irmão de Pachi, e só é interessado na destruição da Terra e Atreia.

## Hench
Há mais de duzentos henches da espécie diferente. Eles podem ser fundidos ou 'mistos' em conjunto para formar um hench novo, mais forte. Os Henches são colocados de 1 para 7 dependendo do seu poder, com 1 sendo o mais baixo e 7 o mais alto. Há também as espécies como animal e fábrica. Para ser misto, os henches têm de ser da mesma fila e espécie.

## Mestre Hench
Embora henches sejam colocados até 7, acima do nível 7 há um hench que é conhecido como o Hench Último. Ele é o hench mais poderoso. Hench Último vem à existência quando todos os 7 Henches da Fila 7 são fundidos em conjunto com a ajuda do Mestre de Mistura e o Mestre Hench. Segundo a lenda, o Mestre Hench tem de encontrar um amigo humano que ele confia antes de mais nada, e que o ser humano ficará o Mestre de Mistura. Parece que o Mestre Henches está normalmente de qualquer maneira relacionado, como o irmão de Pachi foi o Mestre prévio Hench. O Mestre Hench pode ser misto para ficar o hench último que pode derrotar Giara.

## Dubladores

### Dubladores ingleses
- Ditt - Kathleen Barr
- Dr. Joeb & Mino - Don Brown
- Chino - Sam Vincent
- Cheek - Jillian Michaels
- Poy & Penril - Chantal Strand
- Princepe Brad - Scott McNeil
- Jin - Cathy Weseluck
- Jamine - Lisa Ann Beley
- Pachi - Tabitha St. Germain

### Dubladores coreanos
- Ditt - An Kyeong Jinn
- Pachi - So Yeon
- Jin - Seo Hye Jeong
- Penril - Jeong Hyeon Kyeong
- Cheek, Jamine - Cha Myeong Hwa
- Poy - Choi Moon Ja
- Mino - Moon Kwan Il
- Chino - Oh In Seong
- Dr. Jove - Kim Jeong Ho
- Princepe Brad - Hong Si Ho

### Dubladores espanhóis
- Ditt - Daniel Lema Blanco
- Pachi - Luisa F. Miranda Taboada
- Jin - Sergio Rodríguez Guisán García
- Penril - Marina Sánchez de la Peña
- Cheek - Covadonga Berdiñas Torres
- Jamine - Amalia Gómez Vázquez
- Poy - Julia Diz López
- Mino - Guillermo Cedillo Barbeito
- Chino - Juan Ignacio Borrego Vázquez
- Dr. Joeb - José A. Jiménez García
- Princepe Brad - F. Javier López Sánchez

### Dubladores portugueses
- Sandra de Castro
- Mário Bomba
- Rómulo Fragoso
- Ana Vieira
- Sérgio Calvinho